# Maglocunus-Stein

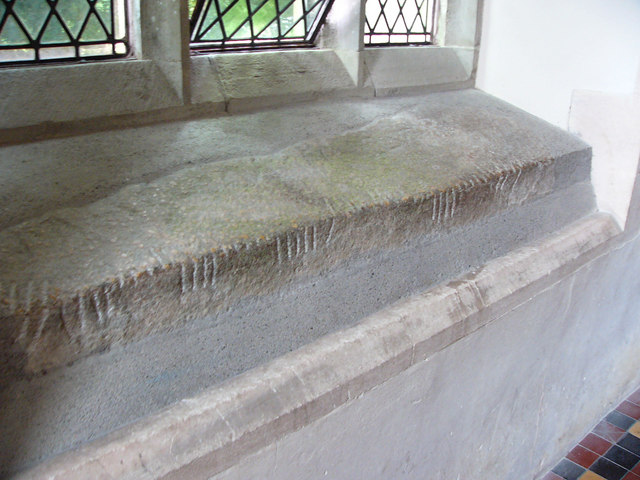
Maglocunus-Stein mit Ogham-Zeichen und lateinischen Buchstaben

Der Maglocunus-Stein, auch Nevern-Stein I genannt, ist eine Steinplatte mit Inschriften, die aus dem 5. Jahrhundert bis Anfang des 6. Jahrhunderts n. Chr. stammt. Eine Inschrift besteht aus Ogham-Zeichen, die andere aus lateinischen Buchstaben. Der Maglocunus-Stein wurde im Jahr 1904 in der St. Brynach’s Church in dem kleinen Dorf Nevern, Grafschaft Pembrokeshire, Wales, entdeckt und ist dort heute als eingemauerte Fensterbankplatte zu sehen.

## Beschreibung
Die Steinplatte ist 159 cm lang, 33 cm breit und 10 cm dick. In seiner ursprünglichen Verwendung war der Stein senkrecht ausgerichtet. Damit er bei der späteren Verwendung als Platte für das Fenstersims der Kirche verwendet werden konnte, wurde er um 90 Grad gedreht.

## Inschriften
Die folgenden Lesungen mit ihren Übertragungen sind der Veröffentlichung des englischen Sprachwissenschaftlers Andrew Christopher West (* 1960) entnommen. Es gibt hinsichtlich der Inschriften des Maglocunus-Steins in der Fachwelt auch noch weitere Lesearten und Übertragungsmöglichkeiten mit geringen Unterschieden.

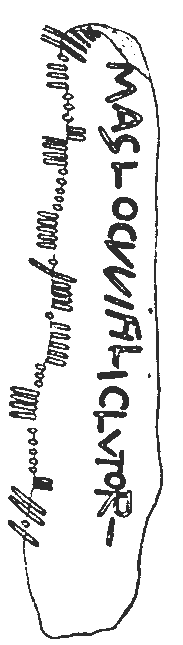
Abzeichnung der Inschriften

Ogham-Inschrift:
᚛ ᚋᚐᚌᚂᚔᚉᚒᚅᚐᚄᚋᚐᚊᚔᚉᚂᚒᚈᚐ(ᚏᚔ)
(Leserichtung in nebenstehender Abzeichnung von unten nach oben, im obigen Foto von rechts nach links)
Übertragung:
MAGLICUNAS MAQI CLUTA(RI)
Übersetzung:
(Stein) des Maglicunas, Sohn des Clutarias
Latein-Inschrift:
MAGLOCVNFILICLVTOR
Diese Lateininschrift befindet sich auf der Fensterbankplatte oberhalb der waagrechten Ogham-Zeile und ist schwerer erkennbar. Inhaltsmäßig ist die Aussage die gleiche wie bei der Ogham-Inschrift.
Übertragung:
MAGLOCVN(I) FILI CLVTORI
Übersetzung:
(Stein) des Maglocunus, Sohn des Clutorius

## Datierung
Der Maglocunus-Stein wird in der Forschung auf die Zeit von 400 bis 540 n. Chr. datiert. Victor Erle Nash-Williams datiert in seiner Veröffentlichung von 1950 die Inschriften auf 400 – 533. Kenneth Hurlstone Jackson 1953 auf 450 – 499 und Charles Thomas 1994 auf 500 – 540 n. Chr.